# Grenc
Grenc – wieś w Słowenii, w gminie Škofja Loka. W 2018 roku liczyła 199 mieszkańców.